# Siebenfarbentangare
Die Siebenfarbentangare oder Paradiestangare (Tangara chilensis) ist ein Singvogel aus der Familie der Tangaren (Thraupidae). 

## Aussehen
Die Siebenfarbentangare hat eine Körperlänge von etwa 14 cm und ein Gewicht von circa 20,5 g. Der Oberkopf und die Kopfseiten sind apfelgrün, die kurzen und steifen Federn lassen diese Partien schuppig erscheinen. Die Augenringe sind schwarz. Die Oberseite ist überwiegend schwarz, der Bürzel dunkelrot, manchmal der untere Teil gelblich orange. Die Oberschwanzdecken sind goldgelb gefärbt. Über die Schultern zieht sich ein schmaler, türkisfarbener Streifen. Die Kehle ist violett, der Rest der Unterseite überwiegend türkisblau. Die untere Brustmitte, der Bauch und die Unterschwanzdecken sind schwarz.

## Systematik und Verbreitung
Die Siebenfarbentangare lebt im nördlichen Südamerika, wo sie in Höhen bis 1450 m vorkommt. Man findet sie in Venezuela, Brasilien, Ost-Kolumbien bis Nord-Bolivien und in den Guyanas. Trotz ihres wissenschaftlichen Namens kommt sie nicht in Chile vor.
Die Unterarten dieser Tangarenart können an der verschiedenen Rückenfärbung unterschieden werden. Die Nominatform ist einfach zu bestimmen. Die Unterarten chlorocorys, caelicolor und paradisea haben alle ein verschiedenfarbiges gelbes Rückengefieder, wobei paradisea ein gelb-oranges hat. Sehr gut zu erkennen ist auch Tangara chilensis caelicolor mit ihrem blauen Kopf.
| Wissenschaftlicher Name          | Verbreitung                                                      | Rückenfärbung |
| -------------------------------- | ---------------------------------------------------------------- | ------------- |
| T. c. chilensis (Vigors, 1832)   | Kolumbien, Venezuela, Guyana, Ecuador, Peru, Bolivien, Brasilien | rot           |
| T. c. chlorocorys Zimmer, 1929   | Peru                                                             | gelb          |
| T. c. caelicolor (Sclater, 1851) | Kolumbien, Venezuela, Brasilien                                  | rapsgelb      |
| T. c. paradisea (Swainson, 1837) | Venezuela, Guyana, Brasilien                                     | gelb-orange   |

## Lebensweise
Die Nahrung besteht aus Beeren, Früchten und Insekten. Die Art bildet sehr lebhafte Trupps mit 4 bis 20, manchmal auch mehr Individuen, die sich oft zusammen mit anderen Vogelarten oder gemischten Vogelschwärmen durch die Baumkronen bewegen.